# 803 Picka
803 Picka

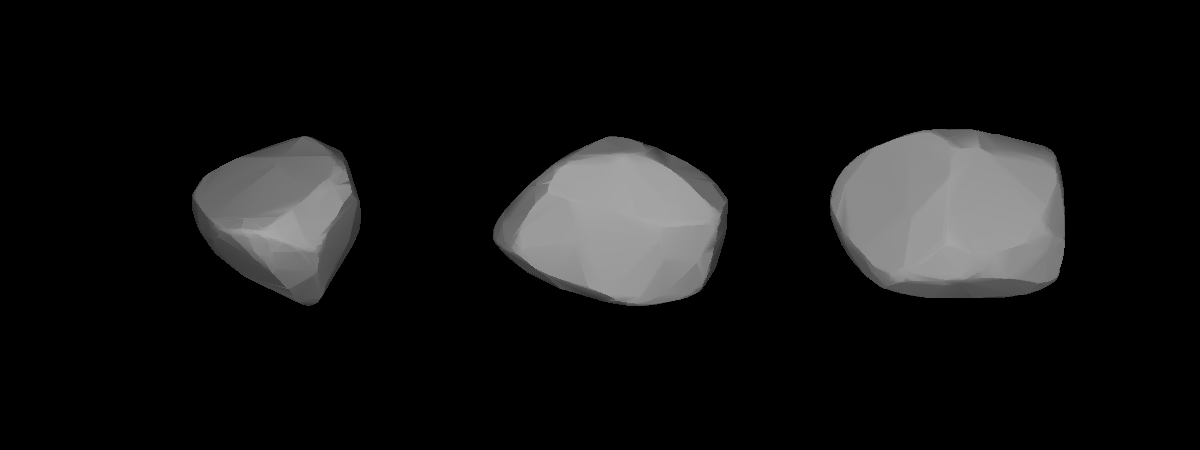
Mô hình 3D của 803 Picka

803 Picka là một tiểu hành tinh ở vành đai chính. Nó được Johann Palisa phát hiện ngày 21.3.1915 ở Viên, và được đặt theo tên Friedrich Pick, thầy thuốc người Tiệp Khắc.